# Jenni Rivera
Jenny Dolores Rivera Saavedra (Long Beach, 2 luglio 1969 – Iturbide, 9 dicembre 2012) è stata una cantante messicana naturalizzata statunitense.

## Biografia
Durante la sua carriera ha venduto più di 1 milione di dischi, venendo candidata 3 volte ai Latin Grammy Awards (2003, 2008, 2010).
È morta il 9 dicembre 2012 all'età di 43 anni in seguito allo schianto del suo aereo all'altezza di Iturbide in Messico, subito dopo aver tenuto un concerto a Monterrey.
Si era sposata 3 volte ed aveva avuto 5 figli; la primogenita, Chiquis Rivera, ha intrapreso anch'essa la carriera di cantante.

## Discografia
- 2003 : Homenaje A Las Grandes
- 2004 : Simplemente La Mejor
- 2005 : Parrandera, Rebelde y Atrevida
- 2006 : En Vivo Desde Hollywood
- 2006 : Besos y Copas Desde Hollywood
- 2007 : Mi Vida Loca
- 2007 : La DIva En Vivo
- 2008 : Jenni
- 2009 : Jenni: Super Deluxe
- 2009 : La Gran Señora
- 2010 : La Gran Señora En Vivo
- 2011 : Joyas Prestadas (Banda)
- 2011 : Joyas Prestadas (Pop)